# 柳賢美
柳賢美（韓語：유현미），韓國電視劇編劇。

## 作品

### 電視劇
- 2005年：SBS《綠薔薇》
- 2006年：SBS《人妻的秘密》
- 2008年：SBS《神的天秤》
- 2010年：MBC《快樂我的家》
- 2012年：KBS《新娘面具》
- 2014年：KBS《黃金交叉》
- 2015年：KBS《謝謝你，兒子啊》
- 2018年：JTBC《Sky Castle》
- 2021年：JTBC《雪降花》

## 獎項
- 2001年：KBS劇本公募－最優秀賞
- 2008年：第21屆韓國放送作家賞－電視劇部門賞
- 2009年：第45屆百想藝術大賞－劇本賞（神的天秤）
- 2012年：第6屆林鍾國賞－社會部門賞

## 外部連結
- NAVER搜索